# Коморане (Глоговац)
Коморане (алб. Komoran) је насеље у општини Глоговац, Косово и Метохија, Република Србија.

## Историја
Име села Коморана, по традицији код Албанаца овог насеља, тумачи се овако: Кад је била Косовска битка 1389, између Срба и Турака, Вук Бранковић је са својом војском имао шаторе у месту које се данас зове Станковци. Комора Вукове војске била је ту где се данас налази село Коморане, по које је село добило то име. Једна махала села Коморана, зове се Вуковце. Албанско народно предање у Коморану каже да је на томе месту био шатор Вука Бранковића уочи Косовске битке. Први помен села Коморана свакако потиче из 1330. године. Те године је српски краљ Стефан Дечански приложио манастиру Печанима четири села у пределу Дренице, међу којима се наводи и село „Коморах“, што је свакако данашње Коморане. У Хиландару се чува студеничко Четворојеванћеље из XVII века са натаписом "попа Живка от села Коморана нахиа Дреница", из 1630. године. У селу је постојала стара српска црква о чему сведоче називи локалитета на албанском језику: Црквени лугови и Српско гробље. Остатке цркве Албанци су порушили и од њеног камена сазидали своје куле. По народном казивању, ове породице су се затрле.

## Становништво
Према проучавањима насеља и порекла становништва 1935, у Коморану су обитавали следећи родови:
Срби и Црногорци (колонисти)
- Бачевић (1 кућа). Досељени су из села Маћедонаца у Јабланици као колонисти 1928, старином су из села Гораждевца – Метохија, а пореклом су Црногорци, одакле су досељени у Метохију 1715. годиине. Славе Св. Арханђела Михаила, а прислужују Св. Арханђела Гаврила.
- Букарица (1 кућа). Досељени су из села Хашени – Босанска Крупа, као колонисти 1922. године. Славе Св. Стефана Дечанског.
- Лајић (2 куће). Досељени су из села Бјелаја – Босански Петровац 1922. године, као колонисти. Славе Ђурђевдан.
- Бабић (13 кућа). Досељени су из села Трубара – Босански Петровац 1922. године, као колонисти. Славе Св. Јована Крститеља.
- Јаничић (3 куће). Досељени су из Броћанца – Грахово. Славе Св. Луку.
- Радуловић (1 кућа). Пореклом су из Кривошија – Црна Гора, одакле су се доселили као колонисти 1932. године. Славе Св. Стевана 9. јануар.
- Буцало (3 куће). Старином су из села Тишковца – Босанско Грахово, одакле су досељени као колонисти 1932. године. Славе Ђурђевдан.
- Бикић (2 куће). Пореклом су из села Тишковца – Босанско Грахово, одакле су досељени као колонисти 1922. године. Славе Ђурђевдан.
- Дрљача (1 кућа). Пореклом су из села Орашког Брда – Босанска Крупа, одакле су досељени као колонисти 1922. године. Славе Св. Трифуна.
- Црномуд (1 кућа). Старином су из села Бастаса – Босански Петровац, одакле су досељени као колонисти 1922. године. Славе Петровдан.
- Бобић (1 кућа). Старином су из села Пећи – Босанско Грахово, као колонисти досељени су 1922. године. Славе Св. Николу.
- Срдић (2 куће). Старином су из села Бастаса – Босански Петровац, одакле су доселили као колонисти 1922. године. Славе Св. Николу.
- Родић (4 куће). Старином су из села Трубара – Босански Петровац, као колонисти досељени су 1922. године. Славе Св. Арханђела Михаила.
- Рајић (1 кућа). Пореклом су из села Ресановца – Босанско Грахово. После Првог светског рата колонизовани су прво у Овче Поље – Македонија, одакле су 1924. пресељени у Коморане. Славе Св. Јована Крститеља.
- Бакић (1 кућа). Пореклом су из села Грђевца – Славонија, као колонисти досељени 1924. Славе Св. Срђа.
- Карановић (2 куће). Старином су из села Бабаљушанаца – Босански Петровац, досељени су као колонисти 1927. године. Славе Ђурђевдан.
- Букољ (4 куће). Пореклом су из села Бастаса – Босански Петровац, досељени су као колонисти 1924. године. Славе Св. Јована Крститеља.
- Грубор (2 куће). Пореклом су из села Бастаса – Босански Петровац, као колонисти досељени 1924. године. Славе Ђурђевдан.
- Шевић (2 куће). Старином су из села Бастаса – Босански Петровац, досељени као колонисти 1922. године, славе Св. Луку.
- Триван (1 кућа). Пореклом су из Бастаса, досељени као колонисти 1924. године. Славе Св. Стевана 9. јануар.
- Радојковић (1 кућа) Пореклом су из села Тишковца – Босанско Грахово, одакле су досељени као колонисти 1922. године. Славе Ђурђевдан.
- Кнежевић (1 кућа). Пореклом су из Трубала – Босански Петровац, као колонисти досељени су 1922. године. Славе Св. Николу.
- Поповић (3 куће). Пореклом су из села Трубара, одакле су досељени као колонисти 1922. године. Славе Св. Илију.
- Шиановић (1 кућа). Пореклом су из села Рисовца – Босански Петровац, досељени су као колонисти 1922. године. Славе Св. Арханђела Михаила.
- Шушница (1 кућа). Пореклом су из села Тишковца, досељени као колонисти 1922. године. Славе Св. Стефана Дечанског.
- Станковић (1 кућа). Пореклом су из Вучја – Лексовац, досељени као колонисти 1922. године. Славе Св. Николу.
- Мрђа (2 куће). Пореклом су из села Смаљана – Босански Петровац, досељени су као колонисти 1922. године. Славе Св. Пантелију.
- Бекић (1 кућа). Пореклом су из села Великог Стјењања – Босански Петровац, досељени су као колонисти 1925. године. Славе Св. Стефана Дечанског.
- Милићевић (1 кућа). Пореклом су из Пустог Шилова – Јабланица, досељени су као колонисти 1924. године. Славе Св. Николу. Род је старином из околине Књажевца, одакле се доселио у Јабланицу крајем 19. века.
- Стојковић (1 кућа). Пореклом су из села Богуновца у Јабланици, досељени су 1924. године као колонисти. Старином су из Метохије. Славе Св. Николу. Прислужују Св. Николу Летњег.
- Недељковић (2 кућа). Пореклом су из Власине – Лесковац, одакле су досељени као колонисти 1932. године. Славе Св. Арханђела Михаила, прислуђују Св. Арханђела Гаврила.
- Димитријевић (1 кућа). Пореклом су из села Маћедонца – Јабланица, одакле су досељени 1932. године, као колонисти. Славе Св. Стефана Дечанског.
- Ковачевић (1 кућа). Пореклом су из Невесиња – Херцеговина, одакле су досељени као колонисти 1934. године. Славе Св. Јована Крститеља.
- Делибашић (2 куће). Пореклом су из села Трмке – Косаница, одакле су насељени као колонисти 1930. године. Старином су из Никшића – Црна Гора. Славе Св. Николу, прислужују Св. Тому.
- Стевановић (1 кућа). Пореклом су из села Петриља – Јабланица, одакле су досељени као колонисти 1928. године. Славе Св. Николу, прислужују Св. Тому. Старином су из Истока у Метохији, одакле су прешли у Јабланицу крајем 19. века.
- Вуковић (1 кућа). Пореклом су из Медвеђе у Јабланици, одакле су се доселили као колонисти 1928. године. Старином су из Роваца у Црној Гори, одакле су пресељени у Јабланицу крајем 19. века. Славе Св. Луку.

Колонистичка насеобина има своју сеоску славу Духове. Уз колонистичко насеље налази се и православно гробље.
Албанци
- Бужаља (4 куће). Од фиса Гаш. Овај се род доселио 1835. године из Лапушника, на купљено имање. По родовској традицији воде порекло од Бужаље – Албанија.
- Сакић или Цакић (6 кућа). Од фиса Зог. Према родовској традицији воде порекло из Албаније, одакле се доселила једна кућа 1755. године.
- Нишор (2 куће). Од фиса Битић доселили су се 1855. године, 1 кућа из села Нишора, Призрен.
- Обриња (3 куће). Од фиса Куч. Пореклом су из села Слатине на Косову одакле су се доселили у Коморане 1845. године, а пре тога су обитовали у селу Обрињу осам година. Од старине је њихов род познат као Смакић.
- Нишор (11 кућа). Од фиса Битић. Воде порекло из села Нишора, Призре, одакле су им се преци доселили 1795. године.
- Мустафовић (1 кућа). Од фиса Куч. Пореклом су из села Ладровца – Призрен. Старином су Васојевићи, а ислам су примили 1735. године. У Коморане су досељени као чифчије 1895. године.
- Виљаки (3 куће). Од фиса Зогај. Пореклом су из Албаније, одакле су њихови преци досељени 1815. године.
- Ибић (13 кућа). Од фис Ељшан. Према народној традицији, овај је род српског порекла, од Срба јерлија – старинаца. На ислам су прешли 1805. године, а потом су поарбанасили.
- Хаџовић (2 куће). Од фиса Гаш. Порекло воде од котила Ороз из Петраштице у Дреници, одакле су се доселили 1895. године.
- Ахметовић (8 кућа). од фиса Зог. Старином су из Селогражда – Призренски Подгор, одакле су се доселиле 2 куће 1865. године. Према родовској традицији овај род је пореклом из Албаније, одакле су се доселили у Селогражде 1765. године.
- Нишор (2 куће). Од фиса Битић. Пореклом су из села Нишора – Призрен, одакле су се доселили 1855. године.

Цигани (Мађупи). Ова група Цигана у селу Коморану чини прелаз између Мађупа и Габеља, али пошто се издају за Мађупе, тако их и призказујемо.
- Ашкалије (1 кућа). Као скитачи досељени 1934. године, матерњи језик им је језик албански.
- Безјак (1 кућа). Припада фису Шаљ. Од стрине су живели у Дреници као скитачи.
- Фетовић (1 кућа). Цигани мухаџири, којима је цигански језик матерњи, а примили су арбанашки фис Гаш. У Коморане су досељени 1879. године из Власе у Топлици.

Према изнетоме, у селу Коморану било је 1935. године следеће популационо стање:
Срби и Црногорци колонисти: родова 38, са 70 кућа.
Албанских родова има 11, са 55 кућа. Од тога су 2 рода српског порекла, са 14 кућа.
Цигани – Мађупи: родова 3, са 3 куће.

## Демографија
Према статистичким подацима из 1914, Коморане је имало 423 становника. Према попису становништва из 1921, Коморане је имало 592 становника са 86 домова. 1948. године, Коморане је имало 805 становника, од тога 412 мушких и 393 женских, са 126 домаћинстава.
| Година       | 1921 | 1948 | 1953 | 1961 | 1971 | 1981 | 1991 |
| ------------ | ---- | ---- | ---- | ---- | ---- | ---- | ---- |
| Становништво | 592  | 805  | 915  | 1076 | 1404 | 2169 | 3080 |

|  |